# 2014-es Formula–1 orosz nagydíj
Az orosz nagydíj volt a 2014-es Formula–1 világbajnokság tizenhatodik futama, amelyet 2014. október 10. és október 12. között rendeztek meg az orosz Sochi International Street Circuit-en, Szocsiban. Ez volt az első orosz nagydíj a Formula–1-es világbajnokságok történetében. A Marussia a hétvégén csak az egyik pilótáját, Max Chiltont indította el, miután Jules Bianchi az előző nagydíjon súlyos sérüléseket szenvedett.

## Szabadedzések

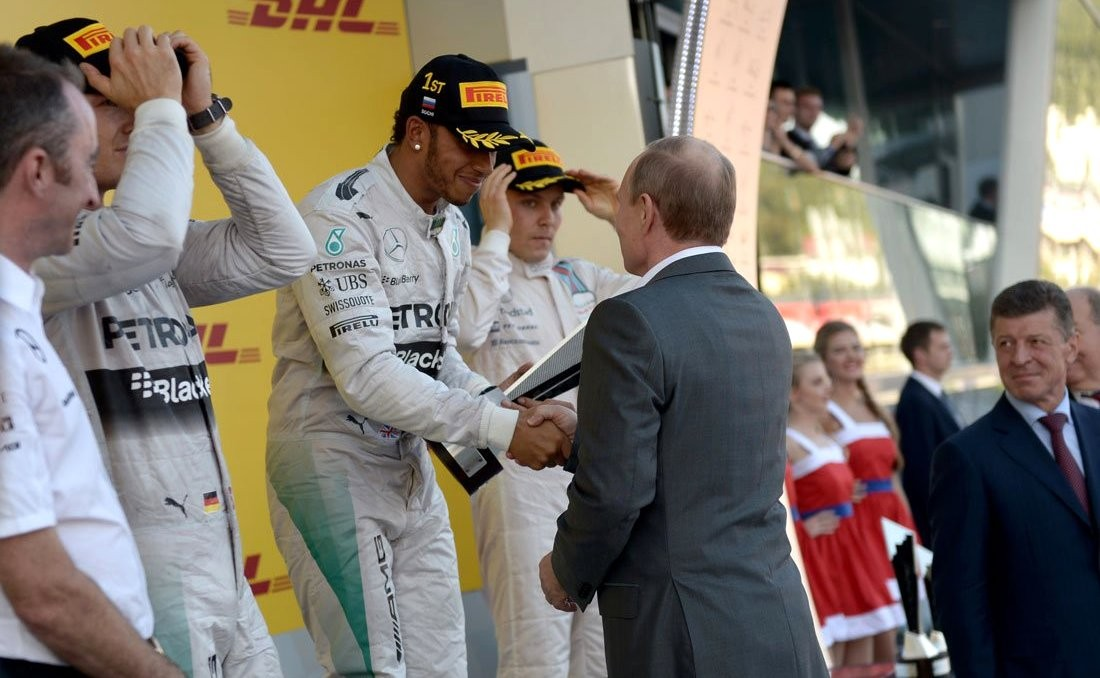
Vlagyimir Putyin a győztesnek gratulál

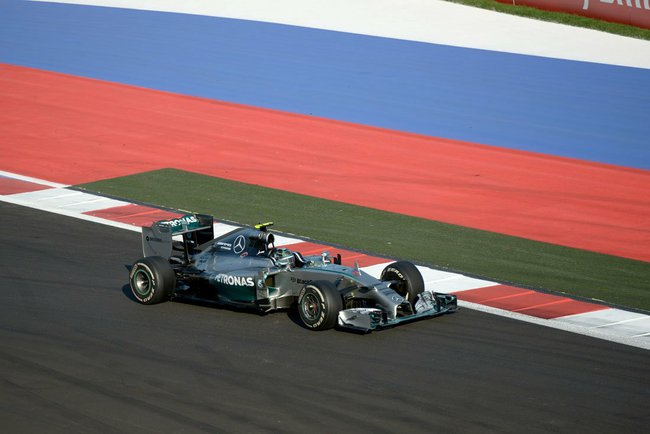
Nico Rosberg verseny közben

### Első szabadedzés
Az orosz nagydíj első szabadedzését október 10-én, pénteken délelőtt tartották. Először ült autóba a Sauber színeiben Szergej Szirotkin.
| helyezés | versenyző         | csapat/motor         | elért idő | különbség | futott kör |
| -------- | ----------------- | -------------------- | --------- | --------- | ---------- |
| 1        | Nico Rosberg      | Mercedes             | 1:42,311  | −         | 29         |
| 2        | Lewis Hamilton    | Mercedes             | 1:42,376  | +0,065    | 25         |
| 3        | Jenson Button     | McLaren-Mercedes     | 1:42,507  | +0,196    | 28         |
| 4        | Fernando Alonso   | Ferrari              | 1:42,720  | +0,409    | 27         |
| 5        | Kevin Magnussen   | McLaren-Mercedes     | 1:43,026  | +0,715    | 28         |
| 6        | Sergio Pérez      | Force India-Mercedes | 1:43,129  | +0,818    | 26         |
| 7        | Danyiil Kvjat     | Toro Rosso-Renault   | 1:43,164  | +0,853    | 29         |
| 8        | Kimi Räikkönen    | Ferrari              | 1:43,212  | +0,901    | 23         |
| 9        | Jean-Éric Vergne  | Toro Rosso-Renault   | 1:43,327  | +1,016    | 24         |
| 10       | Valtteri Bottas   | Williams-Mercedes    | 1:43,542  | +1,231    | 9          |
| 11       | Felipe Massa      | Williams-Mercedes    | 1:43,741  | +1,430    | 22         |
| 12       | Daniel Ricciardo  | Red Bull-Renault     | 1:43,821  | +1,510    | 25         |
| 13       | Nico Hülkenberg   | Force India-Mercedes | 1:43,976  | +1,665    | 21         |
| 14       | Sebastian Vettel  | Red Bull-Renault     | 1:44,506  | +2,195    | 30         |
| 15       | Adrian Sutil      | Sauber-Ferrari       | 1:44,625  | +2,314    | 26         |
| 16       | Pastor Maldonado  | Lotus-Renault        | 1:44,876  | +2,565    | 26         |
| 17       | Szergej Szirotkin | Sauber-Ferrari       | 1:45,032  | +2,721    | 22         |
| 18       | Romain Grosjean   | Lotus-Renault        | 1:45,190  | +2,879    | 25         |
| 19       | Roberto Merhi     | Caterham-Renault     | 1:46,782  | +4,471    | 18         |
| 20       | Marcus Ericsson   | Caterham-Renault     | 1:46,922  | +4,611    | 18         |
| 21       | Max Chilton       | Marussia-Ferrari     | 1:47,284  | +4,973    | 26         |

### Második szabadedzés
Az orosz nagydíj második szabadedzését október 10-én, pénteken délután tartották.
| helyezés | versenyző         | csapat/motor         | elért idő | különbség | futott kör |
| -------- | ----------------- | -------------------- | --------- | --------- | ---------- |
| 1        | Lewis Hamilton    | Mercedes             | 1:39,630  | −         | 27         |
| 2        | Kevin Magnussen   | McLaren-Mercedes     | 1:40,494  | +0,864    | 32         |
| 3        | Fernando Alonso   | Ferrari              | 1:40,504  | +0,874    | 32         |
| 4        | Nico Rosberg      | Mercedes             | 1:40,542  | +0,912    | 30         |
| 5        | Valtteri Bottas   | Williams-Mercedes    | 1:40,573  | +0,943    | 33         |
| 6        | Jenson Button     | McLaren-Mercedes     | 1:40,718  | +1,088    | 32         |
| 7        | Felipe Massa      | Williams-Mercedes    | 1:40,731  | +1,101    | 30         |
| 8        | Danyiil Kvjat     | Toro Rosso-Renault   | 1:41,108  | +1,478    | 32         |
| 9        | Sebastian Vettel  | Red Bull-Renault     | 1:41,396  | +1,766    | 30         |
| 10       | Jean-Éric Vergne  | Toro Rosso-Renault   | 1:41,531  | +1,901    | 33         |
| 11       | Kimi Räikkönen    | Ferrari              | 1:41,630  | +2,000    | 24         |
| 12       | Nico Hülkenberg   | Force India-Mercedes | 1:41,677  | +2,047    | 27         |
| 13       | Daniel Ricciardo  | Red Bull-Renault     | 1:42,061  | +2,431    | 25         |
| 14       | Sergio Pérez      | Force India-Mercedes | 1:42,090  | +2,460    | 29         |
| 15       | Adrian Sutil      | Sauber-Ferrari       | 1:42,233  | +2,603    | 31         |
| 16       | Romain Grosjean   | Lotus-Renault        | 1:42,892  | +3,262    | 30         |
| 17       | Pastor Maldonado  | Lotus-Renault        | 1:42,905  | +3,275    | 33         |
| 18       | Esteban Gutiérrez | Sauber-Ferrari       | 1:43,055  | +3,425    | 33         |
| 19       | Marcus Ericsson   | Caterham-Renault     | 1:44,135  | +4,505    | 22         |
| 20       | Max Chilton       | Marussia-Ferrari     | 1:44,530  | +4,900    | 29         |
| 21       | Kobajasi Kamui    | Caterham-Renault     | 1:44,952  | +5,322    | 27         |

### Harmadik szabadedzés
Az orosz nagydíj harmadik szabadedzését október 11-én, szombaton délelőtt tartották.
| helyezés | versenyző         | csapat/motor         | elért idő  | különbség | futott kör |
| -------- | ----------------- | -------------------- | ---------- | --------- | ---------- |
| 1        | Lewis Hamilton    | Mercedes             | 1:38,726   | −         | 15         |
| 2        | Nico Rosberg      | Mercedes             | 1:39,016   | +0,290    | 25         |
| 3        | Valtteri Bottas   | Williams-Mercedes    | 1:39,097   | +0,371    | 20         |
| 4        | Daniel Ricciardo  | Red Bull-Renault     | 1:39,755   | +1,029    | 16         |
| 5        | Felipe Massa      | Williams-Mercedes    | 1:39,954   | +1,228    | 22         |
| 6        | Danyiil Kvjat     | Toro Rosso-Renault   | 1:40,009   | +1,283    | 27         |
| 7        | Kimi Räikkönen    | Ferrari              | 1:40,011   | +1,285    | 20         |
| 8        | Fernando Alonso   | Ferrari              | 1:40,151   | +1,425    | 15         |
| 9        | Jean-Éric Vergne  | Toro Rosso-Renault   | 1:40,205   | +1,479    | 26         |
| 10       | Sebastian Vettel  | Red Bull-Renault     | 1:40,338   | +1,612    | 21         |
| 11       | Jenson Button     | McLaren-Mercedes     | 1:40,355   | +1,629    | 19         |
| 12       | Nico Hülkenberg   | Force India-Mercedes | 1:40,669   | +1,943    | 23         |
| 13       | Sergio Pérez      | Force India-Mercedes | 1:40,699   | +1,973    | 26         |
| 14       | Adrian Sutil      | Sauber-Ferrari       | 1:41,146   | +2,420    | 21         |
| 15       | Esteban Gutiérrez | Sauber-Ferrari       | 1:41,520   | +2,794    | 20         |
| 16       | Romain Grosjean   | Lotus-Renault        | 1:41,915   | +3,189    | 22         |
| 17       | Kevin Magnussen   | McLaren-Mercedes     | 1:42,436   | +3,710    | 4          |
| 18       | Marcus Ericsson   | Caterham-Renault     | 1:43,109   | +4,383    | 11         |
| 19       | Kobajasi Kamui    | Caterham-Renault     | 1:43,975   | +5,249    | 12         |
| 20       | Max Chilton       | Marussia-Ferrari     | 1:44,737   | +6,011    | 9          |
| 21       | Pastor Maldonado  | Lotus-Renault        | idő nélkül |           | 2          |

## Időmérő edzés
Az orosz nagydíj időmérő edzését október 11-én, szombaton futották.
| helyezés              | rajtszám | versenyző         | csapat/motor         | 1. rész  | 2. rész  | 3. rész  | rajthely | futott kör |
| --------------------- | -------- | ----------------- | -------------------- | -------- | -------- | -------- | -------- | ---------- |
| 1                     | 44       | Lewis Hamilton    | Mercedes             | 1:38,759 | 1:38,338 | 1:38,513 | 1        | 18         |
| 2                     | 6        | Nico Rosberg      | Mercedes             | 1:39,076 | 1:38,606 | 1:38,713 | 2        | 18         |
| 3                     | 77       | Valtteri Bottas   | Williams-Mercedes    | 1:39,125 | 1:38,971 | 1:38,920 | 3        | 23         |
| 4                     | 22       | Jenson Button     | McLaren-Mercedes     | 1:39,560 | 1:39,381 | 1:39,121 | 4        | 22         |
| 5                     | 26       | Danyiil Kvjat     | Toro Rosso-Renault   | 1:40,074 | 1:39,296 | 1:39,277 | 5        | 27         |
| 6                     | 20       | Kevin Magnussen   | McLaren-Mercedes     | 1:39,735 | 1:39,022 | 1:39,629 | 11[1]    | 21         |
| 7                     | 3        | Daniel Ricciardo  | Red Bull-Renault     | 1:40,519 | 1:39,666 | 1:39,635 | 6        | 21         |
| 8                     | 14       | Fernando Alonso   | Ferrari              | 1:40,255 | 1:39,786 | 1:39,709 | 7        | 25         |
| 9                     | 7        | Kimi Räikkönen    | Ferrari              | 1:40,098 | 1:39,838 | 1:39,771 | 8        | 26         |
| 10                    | 25       | Jean-Éric Vergne  | Toro Rosso-Renault   | 1:40,354 | 1:39,929 | 1:40,020 | 9        | 27         |
| 11                    | 1        | Sebastian Vettel  | Red Bull-Renault     | 1:40,382 | 1:40,052 |          | 10       | 13         |
| 12                    | 27       | Nico Hülkenberg   | Force India-Mercedes | 1:40,273 | 1:40,058 |          | 17[1]    | 16         |
| 13                    | 11       | Sergio Pérez      | Force India-Mercedes | 1:40,723 | 1:40,163 |          | 12       | 13         |
| 14                    | 21       | Esteban Gutiérrez | Sauber-Ferrari       | 1:41,159 | 1:40,536 |          | 13       | 18         |
| 15                    | 99       | Adrian Sutil      | Sauber-Ferrari       | 1:40,766 | 1:40,984 |          | 14       | 18         |
| 16                    | 8        | Romain Grosjean   | Lotus-Renault        | 1:42,526 | 1:41,397 |          | 15       | 18         |
| 17                    | 9        | Marcus Ericsson   | Caterham-Renault     | 1:42,648 |          |          | 16       | 9          |
| 18                    | 19       | Felipe Massa      | Williams-Mercedes    | 1:43,064 |          |          | 18       | 8          |
| 19                    | 10       | Kobajasi Kamui    | Caterham-Renault     | 1:43,166 |          |          | 19       | 9          |
| 20                    | 13       | Pastor Maldonado  | Lotus-Renault        | 1:43,205 |          |          | 21[1][2] | 5          |
| 21                    | 4        | Max Chilton       | Marussia-Ferrari     | 1:43,649 |          |          | 20[1]    | 10         |
| 107%-os idő: 1:45,672 |          |                   |                      |          |          |          |          |            |

Megjegyzés:
- ↑ 1:  — Kevin Magnussen, Nico Hülkenberg, Pastor Maldonado és Max Chilton autójában is váltót kellett cserélni, ezért mind a négyen 5-5 rajthelyes büntetést kaptak.[4][5]
- ↑ 2:  — Pastor Maldonado autójában a japán nagydíj előtt erőforrást is kellett cserélni, és mivel ezzel túllépte az engedélyezett évi keretet (maximum 5 erőforrás), ezért 10 rajthelyes büntetést kapott.[6] Ezt a büntetését nem tudta teljesen letölteni a japán nagydíjon (csak öt hellyel lehetett hátrébb sorolni), ezért az orosz nagydíjra is magával hozott további öt rajthelyes büntetést.[7]

## Futam
Az orosz nagydíj futama október 12-én, vasárnap rajtolt.
| helyezés | rajtszám | versenyző         | csapat/motor         | futott kör | idő/kiesés oka | rajthely | pont |
| -------- | -------- | ----------------- | -------------------- | ---------- | -------------- | -------- | ---- |
| 1        | 44       | Lewis Hamilton    | Mercedes             | 53         | 1:31:50,744    | 1        | 25   |
| 2        | 6        | Nico Rosberg      | Mercedes             | 53         | +13,657        | 2        | 18   |
| 3        | 77       | Valtteri Bottas   | Williams-Mercedes    | 53         | +17,425        | 3        | 15   |
| 4        | 22       | Jenson Button     | McLaren-Mercedes     | 53         | +30,234        | 4        | 12   |
| 5        | 20       | Kevin Magnussen   | McLaren-Mercedes     | 53         | +53,616        | 11       | 10   |
| 6        | 14       | Fernando Alonso   | Ferrari              | 53         | +1:00,016      | 7        | 8    |
| 7        | 3        | Daniel Ricciardo  | Red Bull-Renault     | 53         | +1:01,812      | 6        | 6    |
| 8        | 1        | Sebastian Vettel  | Red Bull-Renault     | 53         | +1:06,185      | 10       | 4    |
| 9        | 7        | Kimi Räikkönen    | Ferrari              | 53         | +1:18,877      | 8        | 2    |
| 10       | 11       | Sergio Pérez      | Force India-Mercedes | 53         | +1:20,067      | 12       | 1    |
| 11       | 19       | Felipe Massa      | Williams-Mercedes    | 53         | +1:20,877      | 18       |      |
| 12       | 27       | Nico Hülkenberg   | Force India-Mercedes | 53         | +1:21,309      | 17       |      |
| 13       | 25       | Jean-Éric Vergne  | Toro Rosso-Renault   | 53         | +1:37,295      | 9        |      |
| 14       | 26       | Danyiil Kvjat     | Toro Rosso-Renault   | 52         | +1 kör         | 5        |      |
| 15       | 21       | Esteban Gutiérrez | Sauber-Ferrari       | 52         | +1 kör         | 13       |      |
| 16       | 99       | Adrian Sutil      | Sauber-Ferrari       | 52         | +1 kör         | 14       |      |
| 17       | 8        | Romain Grosjean   | Lotus-Renault        | 52         | +1 kör         | 15       |      |
| 18       | 13       | Pastor Maldonado  | Lotus-Renault        | 52         | +1 kör         | 21       |      |
| 19       | 9        | Marcus Ericsson   | Caterham-Renault     | 51         | +2 kör         | 16       |      |
| ki       | 10       | Kobajasi Kamui    | Caterham-Renault     | 21         | fékek          | 19       |      |
| ki       | 4        | Max Chilton       | Marussia-Ferrari     | 9          | felfüggesztés  | 20       |      |
| vi[1]    | 42       | Alexander Rossi   | Marussia-Ferrari     | 0          | visszalépett   | –        |      |

Megjegyzés:
- ↑ 1:  – Alexander Rossi a futam előtt nevezve lett, ám végül a Marussia csak egy autót indított a versenyhétvégén.

## A világbajnokság állása a verseny után
| H   | Versenyzők       | Pont | H   | Konstruktőrök        | Pont |
| --- | ---------------- | ---- | --- | -------------------- | ---- |
| 1.  | Lewis Hamilton   | 291  | 1.  | Mercedes             | 565  |
| 2.  | Nico Rosberg     | 274  | 2.  | Red Bull-Renault     | 342  |
| 3.  | Daniel Ricciardo | 199  | 3.  | Williams-Mercedes    | 216  |
| 4.  | Valtteri Bottas  | 145  | 4.  | Ferrari              | 188  |
| 5.  | Sebastian Vettel | 143  | 5.  | McLaren-Mercedes     | 143  |
| 6.  | Fernando Alonso  | 141  | 6.  | Force India-Mercedes | 123  |
| 7.  | Jenson Button    | 94   | 7.  | Toro Rosso-Renault   | 29   |
| 8.  | Nico Hülkenberg  | 76   | 8.  | Lotus-Renault        | 8    |
| 9.  | Felipe Massa     | 71   | 9.  | Marussia-Ferrari     | 2    |
| 10. | Kevin Magnussen  | 49   | 10. | Sauber-Ferrari       | 0    |

(A teljes táblázat)

## Statisztikák
- Vezető helyen:
  - Lewis Hamilton: 53 kör (1-53)
- Lewis Hamilton 31. győzelme és 38. pole-pozíciója.
- Valtteri Bottas 1. leggyorsabb köre.
- A Mercedes 26. győzelme.
- Lewis Hamilton 67., Nico Rosberg 24., Valtteri Bottas 5. dobogós helyezése.
- A Mercedes 1. konstruktőri világbajnoki címét szerezte meg a futamon.
- Az 1. Formula–1 orosz nagydíj.